# Kummuh

Mapa del reino neohitita Kummuh a partir de Urartu

Mapa del reino neohitita kummuh a partir de Urartu
Kummuh fue uno de los reinos reinos luvio-arameos de la Edad de Bronce formados a la caída del Imperio Hitita por las invasiones de los Pueblos del Mar (1200) y los ataques Frigios y Kashkas; Kummuh se ubicaba entre los reinos neo-hititas de Gurgum, Kammanu, y Karkemish, y el alto Éufrates lo separaba del reino arameo Bit Zamani. Kummuh tenía como capital su homónima, Kumaha en fuentes uratianas, llamada después Samosata (hoy Samsat Höyük); sus reyes llevaban nombres hititas como Hattusili, Suppiluliuma y Muwatalli, y desde el 1000 parecen haber pagado tributo a Asiria pacíficamente, pues Asurnasirpal II y Salmanasar III no mencionan oposición en sus campañas; el 805 el rey Suppiluliuma (Ushpilulume en asirio) pidió ayuda al asirio Adad-Nirari III contra la coalición de ocho reyes dirigidos por el rey Atarshumki de Arpad; el 750 el rey Sarduri II de Urartu sometió las ciudades de Wita y Halpi, e impuso tributo al rey Kushtashpi de Kummuh; el 743 Kushtashpi se alió a Urartu y Arpad contra Tiglat-Pileser, siendo derrotados pero el asirio perdonó a Kummuh, Kammanu y Gurgum; el 708 Sargón II acusó al rey Muttallu de aliarse a Urartu, el rey huyó pero la población de Kummuh fue deportada a Bit-Yakin (Babilonia), y desde el 163 a. C la región fue llamada Comagene por los Armenios.